# Åseral
Åseral este o comună din provincia Agder, Norvegia.
Are o suprafață de 887,52 km². Populația este de 911 locuitori, determinată în 1 ianuarie 2023, prin Folkeregisteret[*].